# ناحیه باتونی‌ترنیه
ناحیهٔ باتونی‌ترنیه (به مجاری: Bátonyterenyei járás) یک منطقهٔ مسکونی در مجارستان است که در نوگراد واقع شده‌است. ناحیهٔ باتونی‌ترنیه ۲۱۵٫۴۵ کیلومتر مربع مساحت و ۲۱٬۷۸۹ نفر جمعیت دارد.